# Сибиле Берг
Сибиле Берг (родена на 2 юни 1962 г.) е съвременна немско-швейцарска писателка и драматург. Пише романи, есета, кратки разкази, пиеси, радиопиеси и колонки. Техните 17 книги са преведени на 30 езика. Те са носители на множество награди, сред които Thüringer Literaturpreis, Bertolt-Brecht-Literaturpreis и Johann-Peter-Hebel-Preis. Те се превръщат в емблематична фигура в германските алтернативни субкултури, спечелвайки си голяма фенска маса сред ЛГБТ общността и европейските артистични общности. Живеят в Швейцария и Израел. Творбата им от 2019 г. GRM. Brainfuck, научнофантастичен роман, чието действие се развива в антиутопично близко бъдеще спечели Швейцарската награда за книга и беше забелязана от The Washington Post, и достигна четвърто място в списъка на бестселърите на "Шпигел", а продължението, RCE, влезе в списъка като най-високопоставена книга за седмицата на 14-то място.  На 1 март 2023 г. Берг е поканена като специален гост за откриването на престижния Elevate Festival в Грац.

## Живот
Берг е родена на 2 юни 1962 г. в Ваймар, Източна Германия. Детството и младостта си прекарват в Констанца, Румъния. Баща им е професор по музика, а майка им е библиотекарка. Преди да започнат висшето си образование в Западна Германия, те се обучават за бойни водолази. Те учат океанография в Хамбургския университет и работят на различни места. През 1996 г. те се преместват в Цюрих, Швейцария. Берг се омъжва през 2004 г., а от 2012 г. има швейцарско гражданство. Известно е, че Берг подкрепя движението Straight Edge. Берг се описва като недвойничка.
През 2023 г. статия в Neue Zürcher Zeitung поставя под въпрос голяма част от биографичните данни на Берг.
На 25 септември 2023 г. беше обявено, че Берг ще се състезава на избори за Европейски парламент през юни 2024 г. от Die PARTEI.
На Европейските избори 2024 г. Берг е избрана за член на Европейския парламент заедно с Мартин Сонеборн. Берг притежава германско и Швейцарско гражданство.

## Романист
Първият роман на Берг, Няколко души търсят щастието и се смеят до смърт, е публикуван през 1997 г. от издателство Reclam Publishing, след като преди това е отхвърлен от 50 други издателства.
{Шаблон:Като към Берг е написала 18 романа. За да популяризира новоиздадените си книги, Берг тръгва на турне, като през 2012 г. излиза Vielen Dank für das Leben (Благодаря за този живот), включваща участието на филмовите и театралните актьори Катя Риман, Матиас Брандт, и музикантката Мери Очър,, а в изданието GRM: brainfuck участваха рапърите grime T.Roadz, както и Prince Rapid и Slix от Ruff Sqwad.

## Драматург
Берг е автор на 31 пиеси. През 2000 г. в Бохум е поставена втората им пиеса Helges Leben (Животът на Хелге), която е поръчана за театралния фестивал в Мюлхайм.
През 2008 г. в централния театър на Цюрих е поставена пиесата Von denen die überleben (От тези, които оцеляват) в сътрудничество с известни артисти като Йон Пилипчук,Gabríela Friðriksdóttir, и др.
През 2013 г. Берг започва да работи с театър "Максим Горки" в Берлин, и първата им пиеса, Es sagt mir nichts, das sogenannte Draussen (Така нареченият външен свят не означава нищо за мен), е избрана през 2014 г. за пиеса на годината от Theater heute.
През 2015 г. пиесата Und dann kam Mirna (И тогава дойде Мирна) печели наградата "Фридрих Луфт" като най-добрата постановка в Берлин и Потсдам.
През 2019 г. пиесата Wonderland Ave е поканена в "Mülheim Theatertage".
През 2019 г. пиесата Триптих на омразата - пътища за излизане от кризата (Hass-Triptychon - Wege aus der Krise) печели наградата Nestroypreis като най-добра пиеса на годината в немскоезичните страни.
Пиеси на Берг са поставяни и излъчвани в САЩ, Великобритания, Италия, Франция, Испания, Полша, Литва, Чехия, Словения, Унгария, Турция, Дания, Швеция, Норвегия, Нидерландия, Румъния и България.

## Социален активизъм
Берг отдавна е социален активист. През 2018 г. инициира референдум срещу наблюдението на индивидуални застрахователни компании без изискване за съдебна заповед. Те подкрепят референдума E-ID, против приватизацията на проекта за цифров паспорт в частни фирми.  През 2019 г., в отговор на доминираната от мъже историография, заедно с други жени и небинарни хора, те публикуват Канон за видимостта на жените в научното изкуство и литература.
Берг се занимава активно с научно образование. Интервютата им с експерти в различни дисциплини са публикувани в швейцарското списание Republik, а след това и под формата на книга под заглавие Nerds retten die Welt ("Ботаниците спасяват света").
Те подкрепят Хартата на основните права на Европейския съюз в областта на цифровите технологии, публикувана в края на ноември 2016 г., и е редовен гост на конференцията Re:publica.

## Други проекти
Берг пише различни материали за Die Zeit, Neue Zürcher Zeitung, Die Presse и др. От януари 2011 г. са и колумнист на Spiegel Online под заглавието "S.P.O.N. - Fragen Sie Frau Sibylle" (Питай г-жа Сибила), публикувано ежеседмично до март 2018 г., а оттогава - два пъти седмично. Рубриката има повече от 4 милиона последователи. Берг води и редовна поредица от интервюта за швейцарското онлайн списание Republik, озаглавена "Нердите спасяват света", в която разговаря със специалисти от различни области.  През 2020 г. в издателство Kiepenheuer & Witsch излиза книга, наречена Nerds Save the World, която обединява всички разговори.
Берг пише песни към собствените си пиеси, както и към други изпълнители, като например текстовете на няколко песни на швейцарската певица Сина. През 2011 г. песента "Ich Schwvara", написана от Берг и изпята от Сина, е песента на годината и най-излъчваната песен на сватби в Швейцария.
Берг написва текста "Скорост" за Филип Боа и Вудуклуб. Заедно с Rammstein и Element of Crime, Phillip Boa and the Voodooclub могат да бъдат чути в записаното четене на романа на Берг Секс II (1999 г.).
От януари 2016 г. до декември 2017 г. Берг чете свои собствени сатирични текстове извън ефир преди представянето на гостите в токшоуто Schulz & Böhmermann на ZDFneo.

## Режисьор
През март 2013 г. Берг режисира съвместно с Хаско Вебер постановката Angst Reist Mit (Страхът пътува с нас) в театъра на Щутгарт. Същата година Берлинският фестивал ги почита в "Един ден със Сибиле Берг", където режисират еднодневно събитие (включващо 60 известни артисти, някои лични приятели, други сътрудници).През октомври 2015 г. те поставят пиесата си Как да продадем къща за убийства в театър Neumarkt Zurch.

## Образователен канон
През 2018 г. Берг си сътрудничи със Симоне Майер, Хедвиг Рихтер, Маргарете Стоковски и още седем души, за да изготви списъка "Жените, които трябва да познавате", публикуван през август от Spiegel Online и Watson.ch'. Канонът включва 145 жени и три групи жени-творци, разделени на подгрупи в областта на науката, технологиите, изследванията, както и в областта на политиката, литературата и изкуството.

## Преподавателска дейност
Берг преподава драматургия в Университета по изкуствата в Цюрих от 2013 г. 

## Произведения, преведени на български език
- Между другото, казвал ли съм ти някога (By the Way, Did I Ever Tell You). Редактор Рафаел Гигакс, Distributed Art Pub Incorporated, 2007, ISBN 978-3-905770-77-3
- И СЕГА: СВЕТЪТ!. Режисьор Абигейл Греъм, изложбена зала Хакни в Лондон, 2015 г.[49][50]
- Wonderland Avenue, по поръчка на Frieze Projects за панаира на изкуствата Frieze 2016. Режисьор е Себастиан Нюблинг, а декорите са изградени от немския художник Клаус Рихтер.[51][52]
- Grime [GRM Brainfuck], прев. Tim Mohr, St. Martin's Griffin, 2022 г. ISBN 9781250796516.[53]

## Произведения, преведени на френски език
- Chercher le bonheur et crever de rire ["Ein paar Leute suchen das Glück und lachen sich tot"], trans. by Maryvonne Litaize and Yasmin Hoffmann, Nîmes, France, Éditions Jacqueline Chambon, coll. "Métro", 2000, 206 стр. ISBN 2-87711-213-6
- Америка ["Amerika"], превод: Маривон Литайз и Жаклин Шамбон, Ним, Франция, Éditions Jacqueline Chambon, сб. " Métro ", 2001, 267 p. ISBN 2-87711-228-4
- La Mauvaise Nouvelle d'abord. Des histoires d'hommes : nouvelles ["Das unerfreuliche Zuerst. Herrengeschichten"], trans. by Maryvonne Litaize and Yasmin Hoffmann, Nîmes, France, Éditions Jacqueline Chambon, coll. "Métro", 2003 г., 150 с. ISBN 2-87711-258-6
- La Vie de Martin ["Helges Leben"], превод: Паскал Пол-Харанг, Париж, Éditions Climats, 2004 г., 75 с. ISBN 2-84158-252-3
- Herr Mautz ["Хер Мауц"], превод: Силвия Берути-Ронелт и Лоран Хатат, Тулуза, Франция, Presses Universitaires du Mirail, сб. "Nouvelles scènes", 2004 г., 73 с. ISBN 2-85816-729-X
- Chien, femme, homme ["Hund, Frau, Mann"], trans. by Pascal Paul-Harang, Paris, L'Arche Éditeur, coll. "Scène ouverte", 2012, 41 p. ISBN 978-2-85181-780-8L'Arche éditeur Архив на оригинала от 23 септември 2015 в Wayback Machine.
- Merci bien pour la vie ["Vielen Dank für das Leben"], trans. by Rose Labourie, Arles, France, Actes Sud, 2015, 352 стр. ISBN 978-2-330-05304-8

## Награди
- 2000 г.: Марбургска литературна награда за Америка
- 2006/2007: Стипендиум на фондация "Ландис и Гир"[54]
- 2008 г.: Награда "Волфганг Кьопен"[55]
- 2012 г.: Награда на град Цюрих[56]
- 2014: Пиеса на годината на списание Theater heute за Es sagt mir nichts, das so genannte Draußen ("Така наречената външна страна не означава нищо за мен")[57]
- 2015 г.: Награда "Фридрих Луфт" за Und dann kam Mirna ("И тогава дойде Мирна")[1]
- 2016: Награда на публиката за пиеси. Mülheimer Theatertage NRW за Und dann kam Mirna (И тогава дойде Мирна) в театър "Максим Горки" в Берлин[58]
- 2016: Награда за драматургия Else Lasker-Schüler[59]
- 2017 г.: Награда на град Цюрих[56]
- 2019 г.: Литературна награда на град Касел[60]
- 2019: Thüringer Literaturpreis[61]
- 2019 г.: Театрална награда "Нестрой" - авторска награда за най-добра театрална пиеса[62]
- 2019 г.: Швейцарска награда за книга за GRM. Brainfuck[63]
- 2020 г.: Швейцарска голяма награда за литература[64]
- 2020 г.: Награда за литература на името на Бертолт Брехт[65]
- 2020 г.: Johann-Peter-Hebel-Preis (връчване през май 2021 г.)[66]
- 2021 г.: "Пиеса на годината" в анкетата на критиката на Theater heute: И сигурно светът е изчезнал заедно с мен[67]
- 2022 г.: Dreitannen Literaturpreis[68]

### Проза
- Няколко души търсят щастието и се смеят до смърт / Ein paar Leute suchen das Glück und lachen sich tot. Роман. Reclam, Leipzig 1997; Reclam, Stuttgart 2008, ISBN 978-3-15-021577-7.
- Секс II. Roman. Reclam, Leipzig 1998; Reclam, Stuttgart 2009, ISBN 978-3-15-021665-1.
- Америка. Роман. Hoffmann und Campe, Hamburg 1999; Goldmann, München 2001, ISBN 3-442-44848-4
- Gold. Hoffmann und Campe, Hamburg 2000; erw. Taschenbuchausgabe: Kiepenheuer & Witsch, Köln 2002, ISBN 3-462-03098-1.
- Das Unerfreuliche zuerst. Herrengeschichten. Kiepenheuer & Witsch, Köln 2001, ISBN 3-462-03037-X.
- End Happy / Ende gut. Роман. Kiepenheuer & Witsch, Köln 2004; Rowohlt Verlag, Reinbek 2005, ISBN 3-499-23858-6.[69]
- Казах ли ти някога... A Fairy Tale For Everyone / Habe ich dir eigentlich schon erzählt... - Ein Märchen für alle. Illustriert von Rita Ackermann und Andro Wekua. Kiepenheuer & Witsch, Köln 2006, ISBN 3-462-03735-8.
- Пътуването / Die Fahrt. Роман. Kiepenheuer & Witsch, Köln 2007; Rowohlt, Reinbek 2009, ISBN 978-3-499-24775-0.
- Човекът спи / Der Mann schläft. Роман. Hanser, München 2009; dtv, München 2011, ISBN 978-3-423-14002-7.
- Thank You For This Life / Vielen Dank für das Leben. Роман. Hanser, München 2012, ISBN 978-3-446-23970-8.
- How Am I Supposed To Stand All This?" (Как да издържа всичко това?) / Wie halte ich das nur alles aus? Fragen Sie Frau Sibylle. Hanser, München 2013, ISBN 978-3-446-24322-4.
- Денят, в който съпругата ми си намери съпруг / Der Tag, als meine Frau einen Mann fand. Hanser, München 2015,ISBN 978-3-446-24760-4
- Чудесни години. Когато все още пътувахме по света / Wunderbare Jahre. Als wir noch die Welt bereisten. Hanser, München 2016, ISBN 978-3-446-25408-4.
- GRM. Brainfuck. Kiepenheuer & Witsch, Köln 2019, ISBN 978-3-462-05143-8
- Nerds retten die Welt. Kiepenheuer & Witsch, Köln 2020, ISBN 3-462-05460-0.
- RCE. #RemoteCodeExecution Kiepenheuer & Witsch, Köln 2022, ISBN 978-3-462-00164-8.
- Моят доста странен приятел Валтер. S. Fischer Verlage, Berlin 2024, ISBN 978-3-7373-7257-2.
- Try Praying. Kiepenheuer & Witsch, Köln 2024, ISBN 978-3-462-00648-3.

### Театър
- Няколко души търсят щастието и се смеят до смърт / Ein paar Leute suchen das Glück und lachen sich tot. (1999)
- Животът на Виктор / Helges Leben (2000)
- Куче, жена, мъж / Hund, Frau, Mann (2001)
- Herr Mautz (2002 г.)
- Eine Stunde Glück (2003)
- Виж, слънцето залязва / Schau, da geht die Sonne unter (2003 г.)
- It'll Be Alright. Никога повече не обичайте! / Das wird schon. Nie mehr Lieben! (2004)
- Make A Wish / Wünsch dir was. Ein Musical (2006)
- Наистина ли ти казах...? / Habe ich dir eigentlich schon erzählt..., 2 октомври 2007 г. Deutsches Theater in Göttingen. Режисьор: Katja Fillmann" (2007 г.)
- За тези, които ще оцелеят /Von denen, die überleben (2008)
- Последните златни години / Die goldenen letzten Jahre (2009 г.)
- Само през нощта / Nur nachts (2010)
- Главното е работата! / Hauptsache Arbeit! (2010)
- Мисии на красотата / Missionen der Schönheit (2010)
- Не разваляй изненадата! / Lasst euch überraschen (2010)
- Дамите са в очакване / Die Damen warten (2012 г.)
- "Страхът пътува с нас" (2013 г., дебют на Берг като режисьор)
- Es sagt mir nichts, das sogenannte Draußen (2013)
- Моят малко странен приятел Валтер / Mein ziemlich seltsamer Freund Walter (2014)
- Good Cooking / Viel gut essen, von Frau Berg (2014)
- А сега: Светът! / Und jetzt: Die Welt! (2015)
- И тогава дойде Мирна / Und dann kam Mirna (2015)
- How to Sell A Murder House (2015)
- След нас Вселената или вътрешният екип не познава почивка/ Nach uns das All oder Das innere Team kennt keine Pause. 15 септември 2017 г. Театър "Максим Горки", Берлин. Режисьор: Себастиан Нюблинг  (2017)
- Wonderland Ave., at: Schauspiel Köln, 8 юни 2018 г.; режисьор: Ерсан Мондтаг (2018 г.)
- Hate Triptych - Ways out of the crisis / Hass-Triptychon - Wege aus der Krise (Триптих на омразата - пътища за излизане от кризата). Режисьор: Ersan Mondtag (2019)
- В градините / In den Gärten, 16 ноември 2019 г. Театър Базел (режисьор: Милош Лолич) (2019 г.)
- И със сигурност светът изчезна с мен / Und sicher ist mit mir die Welt verschwunden, 24 октомври 2020 г. Театър "Максим Горки", Берлин. Режисьор: Себастиан Нюблинг (2020)
- GRM Brainfuck ( по едноименния роман от 2019 г.). Мюзикъл. 2 юли 2021 г. Световна премиера в Театър на света. Режисьор: проф: Себастиан Нюблинг. Редакция: проф: Сибиле Берг (2021 г.)
- GRM Brainfuck ( по едноименния роман от 2019 г.). Мюзикъл. Премиера на 10 септември 2021 г. в театър "Талия". Режисьор: Себастиан Нюблинг. Редакция: проф: Сибиле Берг (2021 г.)
- Може да стане само по-добре / Es kann doch nur noch besser werden. Премиера на 21 септември 2023 г. в Берлинския ансамбъл. Режисьор: Макс Линдеман.
- RCE #RemoteCodeExecution, на: Берлинер ансамбъл, 25. април 2024 г. Режисьор: Кей Фогес.
- Тото или Благодаря ти за този живот( по романа „Благодаря ти за този живот“ от 2012 г.)  24 октомври 2024 г., премиера в Burgtheater Wien. Режисьор: Ерсан Мондтаг

### Радиопиеси
- Секс II - съкратен прочит на Сибиле Берг, с музика на Филип Боа, Рамщайн, Елемент на престъплението, u. a. Reclam, Лайпциг 1999 г.
- Америка, кратък прочит на Сибиле Берг, Hoffmann und Campe, Хамбург 1999 г.
- "Злато", съкратен прочит на Сибиле Берг, Hoffmann und Campe, Хамбург 2000 г.
- "Секс II", режисьор: Стефан Хардт, Инга Буш и Беате Йенсен (SWR). 2000.
- Ein paar Leute suchen das Glück und lachen sich tot, реж: глас: Sophie Rois, Dagmar Sitte, Christian Berkel и др. (NDR/HR), Мюнхен 2003 г.
- Ende gut, Hörspiel, реж: Клаудия Йохана Лайст, композитор: Каспар Брьотцман (WDR). 2005.
- Das wird schon. Nie mehr lieben!, адаптация: Волфганг Щал, режисьор: Свен Щрикер, глас: Лесли Малтън, Стефани Щапенбек, Даниела Циглер, Андреас Фрьолих (НДР) радиопиеса на месец юли. 2006.
- Летище Хонконг, 23.45 ч. режисьор: проф: Клаудия Йохана Лайст, глас: Кристиан Редл, Ангелика Барч, Анна Талбах, и др. (WDR) 2007 г.
- Der Mann schläft. реж: Леонхард Копелман, композитор: Герд Беслер, глас: Юдит Енгел, Леони Ланда, Маркус Джон, Йенс Харцер, Ахим Бух, Марион Брекволдт, Кристиан Редл (НДР) 2010 г.
- Vielen Dank für das Leben, съкратено четене на Густав Петер Вьолер, 5 CD, 397 минути. радиопиеса Хамбург, Хамбург 2012 г.
- Und jetzt: die Welt! Oder: Es sagt mir nichts, das sogenannte Draußen., режисьор: Стефан Канис, глас: Марина Френк (MDR) 2015 г.
- GRM Brainfuck. гласове: Torben Kessler, Lisa Hrdina. 2019 Argon Verlag GmbH, Берлин

## Препратки
1. 1 2  rowohlt-Theaterverlag :: Berg, Sibylle //   Посетен на 18 July 2020.
2. ↑  Attentat in Tel Aviv: Wir alle, die nicht morden, sind betroffen //   Die Welt, 1 January 2016.
3. ↑  {Рецензия за книга: Grime by Sibylle Berg //   14 September 2022. Посетен на 17 October 2022.
4. ↑  Oltermann, Philip. com/world/2019/jun/30/german-scifi-fans-reading-dystopia-brexit-britain  Германските фенове на научната фантастика се впускат в антиутопични истории за Брекзит във Великобритания //   The Observer, 30 юни 2019.
5. ↑  {the washington post :: Berg, Sibylle //   Washington Post. Посетен на 16 October 2023.
6. 1 2  Roman von Sibylle Berg ist höchster Neueinsteiger //   12 May 2022. Посетен на 25 October 2022.
7. ↑  Eröffnung des Elevate-Festivals durch Sibylle Berg //   1 March 2023. Посетен на 1 March 2023.
8. ↑  Sibylle Berg - Schauspielhaus Zürich //   Посетен на 4 December 2021.
9. ↑  Дие Берг - с/у Виена
10. ↑  Sibylle Berg im Interview //   29 април 2016.
11. ↑  Thüringer Literaturpreis für Sibylle Berg / GRM. Brainfuck / Thüringen //   Посетен на 4 December 2021.
12. ↑  Pfaff, Jan. Авторка Сибиле Берг за необичайните 20 години: //   Die Tageszeitung: "Unruhe herrscht weiter, wie immer": Taz, 28 декември 2019.
13. ↑  Hausgemeinschaft mit Sibylle Berg
14. ↑  Scherrer, Lucien. Sie hat sich mit Erich Honecker angelegt, war DDR-Kampftaucherin und hat einen fürchterlichen Autounfall überlebt. Das alles berichten Medien über Sibylle Berg. Aber stimmt das auch? //   Neue Zürcher Zeitung, 15 June 2023.
15. ↑  de/meldungen/eu-wahl-sibylle-berg-kandidiert-fuer-die-partei  EU-Wahl: Sibylle Berg kandidiert für die Partei
16. ↑  Reents, Edo. Die Partei DIE PARTEI nominiert Sibylle Berg //   Faz.net, 23 September 2023.
17. ↑  Няколко души търсят щастието и се смеят до смърт | Sibylle Berg
18. ↑  "GRM": Vergriffen, aber die nächste Auflage kommt //   23 April 2019.
19. ↑  imdb.com/name/nm0726257/  Катя Риман
20. ↑  Матиас Брандт
21. ↑  {com/  Faust Studio Sessions and Other Recordings, by Mary Ocher
22. ↑  Sibylle Berg: Vielen Dank für das Leben //    Архивиран от оригинала на 13 декември 2021.
23. ↑  {Sibylle Berg goes Grime //   1 April 2019. Посетен на 25 October 2022.
24. ↑  Helges Leben //   8 юли 2014.
25. ↑  net/artist/jon-pylypchuk  Jon Pylypchuk - 49 Artworks, Bio & Shows on Artsy
26. ↑  Gabríela Friðriksdóttir
27. ↑  Театър "Максим Горки" - Frontpage
28. ↑  Berg, Sibylle. gorki.de/en/es-sagt-mir-nichts-das-sogenannte-draussen  Es sagt mir nichts, das sogenannte Draußen von Sibylle Berg //   Посетен на 28 June 2021.
29. ↑  rowohlt-Theaterverlag :: Berg, Sibylle
30. ↑  Rakow, Christian. Sibylle-Berg-Stück gewinnt Berliner Friedrich-Luft-Preis
31. ↑  Stücke 2019: Mülheimer Theatertage mit Werken von Sibylle Berg u. a. //   11 May 2019.
32. ↑  Wolf, Michael. Nestroypreis: Nominierte und Preis für Andrea Breth
33. ↑  Швейцарските избиратели ще имат последната дума по спорния закон за социалните детективи //   6 юни 2018. Посетен на 4 декември 2021.
34. ↑  watson.ch/!127878561  Sibylle Berg über Sozialdetektive: "Wollen wir uns gegenseitig verdächtigen?"
35. ↑  @SibylleBerg (September 23, 2019). "Nach einem halben Tag unterstützen weit über 2'000 Personen..." (Tweet). Archived from the original on Sep 23, 2019. Retrieved 25 June 2023 – via Twitter.
36. ↑  Кой управлява света? 148 Frauen, die ihr euch zum Vorbild nehmen könnt #DIEKANON
37. ↑  Sibylle Berg: Nerds retten die Welt. Gespräche mit denen, die es wissen - Perlentaucher //   Посетен на 25 October 2022.
38. ↑  Sibylle_Berg //    Архивиран от оригинала на 2021-11-28. Посетен на 2024-06-21.
39. ↑  Speakers //    Архивиран от оригинала на 2021-08-20. Посетен на 2024-06-21.
40. ↑  Germany, Der Spiegel, Hamburg. Fragen Sie Frau Sibylle - Der Spiegel
41. ↑  Sibylle Bergs erste optimistische Kolumne //  Republik.   22 January 2018.
42. ↑  Sina | Биография и история
43. ↑  Ich schwöru Sina feat. Büne Huber / Schweizer Mundart //    Архивиран от оригинала на 13 декември 2021.
44. ↑  Whiskey, Zigaretten, Sibylle Berg //   Der Tagesspiegel Online, 10 January 2016.
45. ↑  Festspiele, Berliner. Хаус дер Берлински фестивал - Един ден със ... Sibylle Berg and friends //    Архивиран от оригинала на 2021-08-23. Посетен на 2024-06-21.
46. ↑  Как да продадем къща за убийства - Veranstaltungen - Plattform 7: Mad Men Zürich - Theater Neumarkt Archiv 2013-2019
47. ↑  Bildungskanon: Welche Frauen man heute kennen muss - Spiegel Online //   Посетен на 10 юни 2019 г.
48. ↑  rowohlt-Theaterverlag :: Berg, Sibylle //   Посетен на 10 June 2019.
49. ↑  И СЕГА: СВЕТЪТ! от Сибиле Берг - //   2 септември 2015 г.  Архивиран от оригинала на 2022-03-27. Посетен на 2024-06-21.
50. ↑  Оксфордска немска мрежа | И СЕГА: СВЕТЪТ! от Сибиле Берг в Лондон
51. ↑  Rojas, Laurie. Frieze Projects Imagines a World Where Robots Rule //   7 October 2016.
52. ↑  Sibylle Berg & Claus Richter //    Архивиран от оригинала на 2019-10-13. Посетен на 2024-06-21.
53. ↑  Рецензия на книга: Grime от Sibylle Berg //   14 September 2022. Посетен на 28 септември 2022.
54. ↑  Landis & Gyr Stiftung |} Alle Ateliergäste //   19 май 2016.  Архивиран от оригинала на 19 May 2016. Посетен на 10 юни 2019.
55. ↑  Сибиле Берг: GRM. Brainfuck - 12 швейцарски книги //   31 юли 2019.  Архивиран от оригинала на 2020-09-28. Посетен на 2024-06-21.
56. 1 2  Auszeichnungen - Stadt Zürich //   Посетен на 10 June 2019.
57. ↑  Theaterverlag, Michael Merschmeier, Der. Theater heute - Archiv //    Архивиран от de/theater-heute/archiv/artikel/Die-Hoehepunkte-des-Jahres-Feine-Unterschiede/ оригинала на 27 June 2019. Посетен на 10 June 2019.
58. ↑  Stücke 2016 - Preisträger stehen fest! //   27 May 2016.
59. ↑  Else-Lasker-Schüler-Dramatikerpreis für Sibylle Berg - Theater-News - Verlag Theater der Zeit //   Посетен на 10 June 2019.
60. ↑  chr. Sibylle Berg erhält Kasseler Literaturpreis //   Посетен на 10 June 2019.
61. ↑  Thüringer Literaturpreis | Literaturpreis Gewinner
62. ↑  Нестройпреис: Номинации и премия за Андреа Брет
63. ↑  Авторът Сибиле Берг печели Швейцарската награда за книга за 2019 г. //   10 November 2019.
64. ↑  Eidgenössisches Departement des Innern EDI. Sibylle Berg erhält den Schweizer Grand Prix Literatur //   Посетен на 14 януари 2020.
65. ↑  {Der Bertolt-Brecht-Preis geht an Sibylle Berg //   17 януари 2020.
66. ↑  Baden-Württemberg.de 16 April 2020 Kunst und Kultur: Johann-Peter-Hebelpreis für Schriftstellerin Sibylle Berg, изтеглено на 16 април 2020 г.
67. ↑  "theater-heute"-survey--schauspielhaus-zürich-wins-main-prizes.SkZyvClrbK.html  Анкета на Theater heute: Schauspielhaus Zürich печели основните награди //   26 August 2021. Посетен на 4 December 2021.[неработеща препратка]
68. ↑  {Schweizer Autorin Sibylle Berg erhält den Dreitannen-Literaturpreis - Regionale gehen diesmal leer aus //   5 September 2022.
69. ↑  Stephan Maus: Sibylle Berg: "Ende gut". Архив на оригинала от 9 февруари 2007 в Wayback Machine. In: Süddeutsche Zeitung, 14 февруари 2005 г. (Rezension)

## Външни връзки
- | Сибиле Берг             |                 |
| Уеб адрес               | sibylleberg.com |
| Сибиле Берг в Общомедия |                 | Шаблон:In lang
- Шаблон:Helveticat
- S.P.O.N. - Fragen Sie Frau SibylleRSS, Spiegel Online